# Paul Bernaschek
Paul Bernaschek (Wenen, 9 juni 1887 - aldaar, 12 december 1976) was een Duits officier en Generalmajor der Polizei tijdens de Tweede Wereldoorlog.

## Leven
Op 9 juni 1887 werd Paul Bernaschek geboren in Wenen, wat toen een onderdeel van het Oostenrijks-Hongaarse Rijk was. Hij ging naar de basisschool voor vijf jaar, en ging vervolgens voor 7 jaar naar het voortgezet onderwijs tot zijn eindexamen. Hierna ging Bernaschek machinebouw en elektrotechniek studeren aan de Technische Universiteit Wenen. Hij behaalde zijn examen ter afsluiting van zijn universitaire studie.
Op 1 oktober 1907 meldde hij zich als Einjährig-Freiwilliger (vrije vertaling: eenjarige vrijwilliger) aan in het K.u.K. Heer. In 1913 bereikte hij de rang van Leutnant der Reserve (tweede luitenant in de militaire reserve). Hierna meldde Bernaschek zich aan bij de brandweer van de stad Wenen en werd als Brandmeister Assistent ingezet.

### Eerste Wereldoorlog
Bernaschek werd teruggeroepen in een het Feld-Artillerie-Regiment, en werd in de motordienst geplaatst. Op 16 januari 1918 werd hij in de brandweer bevorderd tot Brandmeister. In hetzelfde jaar werd hij ook nog bevorderd tot Oberleutnant der Reserve (eerste luitenant in de militaire reserve).

### Interbellum
Op 1 maart 1920 werd Bernaschek bevorderd tot Brandinspektor. Hij werd benoemd tot Rat (adviseur) van de Weense beroepsbrandweer. Op 23 januari 1931 werd Bernaschek bevorderd tot Oberrat in de Weense beroepsbrandweer. In 1933 werd hij lid van de Sturmabteilung, en werd als SA-Mann ingezet. Later werd hij nog bevorderd tot SA-Truppführer (Sergeant). Bernaschek moest met pensioen vanwege politieke redenen. Op 12 maart 1938 keerde hij weer terug naar de beroepsbrandweer in Wenen. Op 20 mei 1938 werd hij lid van de Nationaalsocialistische Duitse Arbeiderspartij (NSDAP). Hierna volgde zijn bevorderd tot Branddirektor.

### Tweede Wereldoorlog
Na zijn bevordering, werd Bernaschek benoemd tot commandant van de Feuerschutzpolizei Wenen. Tijdens zijn dienstperiode werd hij op 31 juli 1940 bevorderd tot Oberst der Feuerschutzpolizei. Op 28 juni 1940 werd de zittende Branddirektor door de vertrekkende gouwleider Josef Bürckel definitief tot Branddirektor en leider van de Feuerschutzpolizei in Wenen benoemd. Hierna volgde nog een aantal bevorderingen, met eindrang van Charakter Generalmajor der Polizei (eretitel van een brigadegeneraal in de politie). In zijn vrije tijd schreef Bernaschek artikelen over zijn vak. Op 26 augustus 1943 werd hij door de Oberrat en ingenieur Johann Stanzig afgelost als commandant van de Feuerschutzpolizei in Wenen. Hierna ging Bernaschek met pensioen.

## Na de oorlog
Over het verdere verloop van zijn leven is niets bekend. Op 12 december 1976 stierf Bernaschek in Wenen.

## Carrière
Bernaschek bekleedde verschillende rangen in zowel de Oostenrijks-Hongaars leger als Politie. De volgende tabel laat zien dat de bevorderingen niet synchroon liepen.
| Datums                      | Oostenrijks-Hongaars leger | Brandweer                  | Sturmabteilung | Politie                            |
| --------------------------- | -------------------------- | -------------------------- | -------------- | ---------------------------------- |
| 1 oktober 1907              | Einjährig-Freiwilliger     | —                          | —              | —                                  |
| 30 september 1908           | Unteroffizier der Reserve  | —                          | —              | —                                  |
| 1913                        | Leutnant der Reserve       | —                          | —              | —                                  |
| 15 januari 1914             | —                          | Brandmeister Assistent     | —              | —                                  |
| 16 januari 1918             | —                          | Brandmeister               | —              | —                                  |
| 1918                        | Oberleutnant der Reserve   | —                          | —              | —                                  |
| 1 maart 1920                | —                          | Brandinspektor             | —              | —                                  |
| 15 juli 1925                | —                          | Rat d. Berufsfeuerwehr     | —              | —                                  |
| 23 januari 1931             | —                          | Oberrat d. Berufsfeuerwehr | —              | —                                  |
| 1933                        | —                          | —                          | SA-Mann        | —                                  |
| 23 oktober 1936             | —                          | —                          | SA-Truppführer | —                                  |
| 21 november 1938            | —                          | Branddirektor              | —              | —                                  |
| 31 juli 1940                | —                          | —                          | —              | Oberst der Feuerschutzpolizei      |
| 15 maart 1941               | —                          | Oberbranddirektor          | —              | —                                  |
| 31 maart 1944 - 31 mei 1944 | —                          | —                          | —              | Charakter Generalmajor der Polizei |

- Opmerking: de rang van Generalmajor is vergelijkbaar met die van een hedendaagse Brigadegeneraal (OF-6). Het Duitse Wehrmacht kende tijdens de Tweede Wereldoorlog geen rang van een Brigadegeneraal, waardoor de eerste generaalsrang een Generalmajor was. Het naoorlogse Duitse leger kent overigens wel volgens de NAVO schaal een Brigadegeneraal als eerste generaalsrang.

## Lidmaatschapsnummer
- NSDAP-nr.: 6 2688 840[4] (lid geworden 20 oktober 1938[1])

## Onderscheidingen
Selectie:
- Karel-Troepen-Kruis[1][2]
- Signum Laudis in brons aan lint met Zwaarden[1][2]
- Jubileumskruis 1908[1]
- Herinneringsmedaille voor Deelnemers aan de Wereldoorlog (Oostenrijk)[1][2]
- Erekruis voor Frontstrijders in de Wereldoorlog[1][2]

## Publicatie
- (de)  Bernaschek, Paul, Speil, Hugo. Feuer steh still - Ehrenbuch der Feuerwehr Österreichs. 1956.